# Planeur (jeu de la vie)
Pour les articles homonymes, voir Planeur (homonymie).

Le « planeur », le plus petit vaisseau du Jeu de la vie

Le planeur est une structure du Jeu de la vie, plus exactement le plus petit vaisseau qui existe dans cet automate cellulaire.
Cette structure réapparaît toutes les 4 itérations, décalée d'une cellule en diagonale. Sa vitesse est donc égale à {\displaystyle {\frac {c}{4}}}. Toutes les 2 itérations, le motif initial réapparaît, symétrisé par rapport à la diagonale.

## Description
Petite structure de cinq cellules comprises dans un carré de trois cellules de côté, le planeur apparaît spontanément dans bon nombre de configurations du jeu de la vie. Il fut d'ailleurs découvert en 1970 par John Conway, le créateur même de l'automate cellulaire, et mentionné dans les articles originels.
Un grand nombre de structures ont été conçues pour interagir avec des planeurs, par exemple pour les réfléchir dans une direction différente. Il est également possible de construire différentes structures lorsque plusieurs planeurs entrent en collision.
Pour toutes ces raisons, les planeurs peuvent être perçus comme des éléments transportant des unités d'information entre différentes structures du jeu de la vie.

## Canons

La « reine », le plus petit canon à planeurs connu, émet un planeur toutes les 30 itérations.

Il existe des structures émettant des planeurs à intervalle régulier, appelées « canons à planeurs ». La première - et la plus petite - de ces structures fut découverte dès le début des années 1970 et permit d'affirmer qu'il existait bien des motifs comportant un nombre de cellules initialement fini, mais dont le nombre ne cesse de croître au fil des générations.
À l'heure actuelle, des canons à planeurs d'un grand nombre de périodes ont été découverts. Le plus rapide émet un planeur toutes les 15 itérations.
- http://www.radicaleye.com/lifepage/patterns/p15.html

## Collisions
La collision d'un planeur avec d'autres structures peut engendrer les structures les plus diverses. Il existe 73 collisions de deux planeurs différentes, donnant selon les cas:
- un objet mourant après quelques générations

- un planeur

- un bloc

- deux blocs

- un clignotant

- un feu rouge (une étoile de 4 clignotants)

- un heptomino U (ou pi)

- un bazar par deux planeurs

- un inter changeur (un feu rouge avec 6 clignotants)

- un feu rouge et planeur

- un hameçon

- une mare

## Autres automates cellulaires
Le planeur fonctionne également dans 256 autres automates cellulaires analogues au Jeu de la vie, avec des règles de naissance et de survie différentes.

## Emblème hacker
Eric S. Raymond a proposé en 2003 que le planeur (glider en anglais) soit l'emblème de la communauté hacker pour les raisons suivantes :
- le planeur a été conçu à la même époque qu'Internet et Unix ;
- les hackers aiment le jeu de la vie ;
- il existe des similarités entre le jeu de la vie et la communauté Open Source.